# A10 (motorväg, Belgien)

A10 (Belgien).

A10 är en motorväg i Belgien som går mellan Bryssel och Oostende. Motorvägen går via Aalst, Gent och Brygge. A10 är en viktig länk mellan Bryssel och hamnstaden Oostende som i sin tur är en hamn med färjetrafik till England. Innan tunneln under Engelska kanalen var färdig hade denna motorväg ännu större betydelse men än idag är detta en motorväg som utgör en viktig förbindelse mellan Bryssel och London. 